# ジョン・フーバー
ジョン・フーバー（Jon Huber、1979年12月16日 - 2020年12月26日）は、アメリカ合衆国のプロレスラー。ニューヨーク州ロチェスター出身。
ブロディ・リー（Brodie Lee）のリングネームでChikaraやJAPW（Jersey All Pro Wrestling）などのインディー団体で活動後、2012年よりWWEと契約し入団。ルーク・ハーパー（Luke Harper）のリングネームで活動していた。2020年からは再びブロディ・リーのリングネームを名乗っている。

## 来歴

### インディー団体
地元であるロチェスターでカービィ・マルコスとリック・マトリックスの下でトレーニングを積み、またトニー・ママルークにも師事した。そして2001年、NWAアップステートでブロディ・リー（Brodie Lee）のリングネームでプロレスラーデビューを果たす。
NWA系列の団体とアメリカ北部のインディー団体で活動後、2007年3月にフーバーの知名度を一気に広がるきっかけになった団体であるChikaraに参戦。ビッグ・リッグのニックネームを持つ荒くれ者のトラック運転手ギミックでリング内外を暴れまわり、クラウディオ・カスタニョーリとの長期抗争。エディー・キングストンとグリズリー・レッドウッドとラフネックス（The Roughnecks）なるユニットの結成などストーリーにおいて活躍するが、タイトルには無縁であった。
Chikaraだけに留まらず様々なインディー団体に出場し、JAPW（Jersey All Pro Wrestling）ではダン・マフからJAPWヘビー級王座、チャーリー・ハースからJAPWニュージャージーステート王座、ネクロ・ブッチャーと規格外タッグチーム、ヒルビリー・レッキング・クルー（The Hillbilly Wrecking Crew）を結成しJAPWタッグチーム王座をそれぞれ奪取している。
2010年にはDRAGON GATE USAに参戦したことをきっかけに、12月にDRAGON GATEに参戦するため来日。以降、常連外国人としてユニットであるBlood WARRIORSにメンバー入り。主にリコシェとタッグを組む機会が多かった。

### WWE

#### FCW / NXT

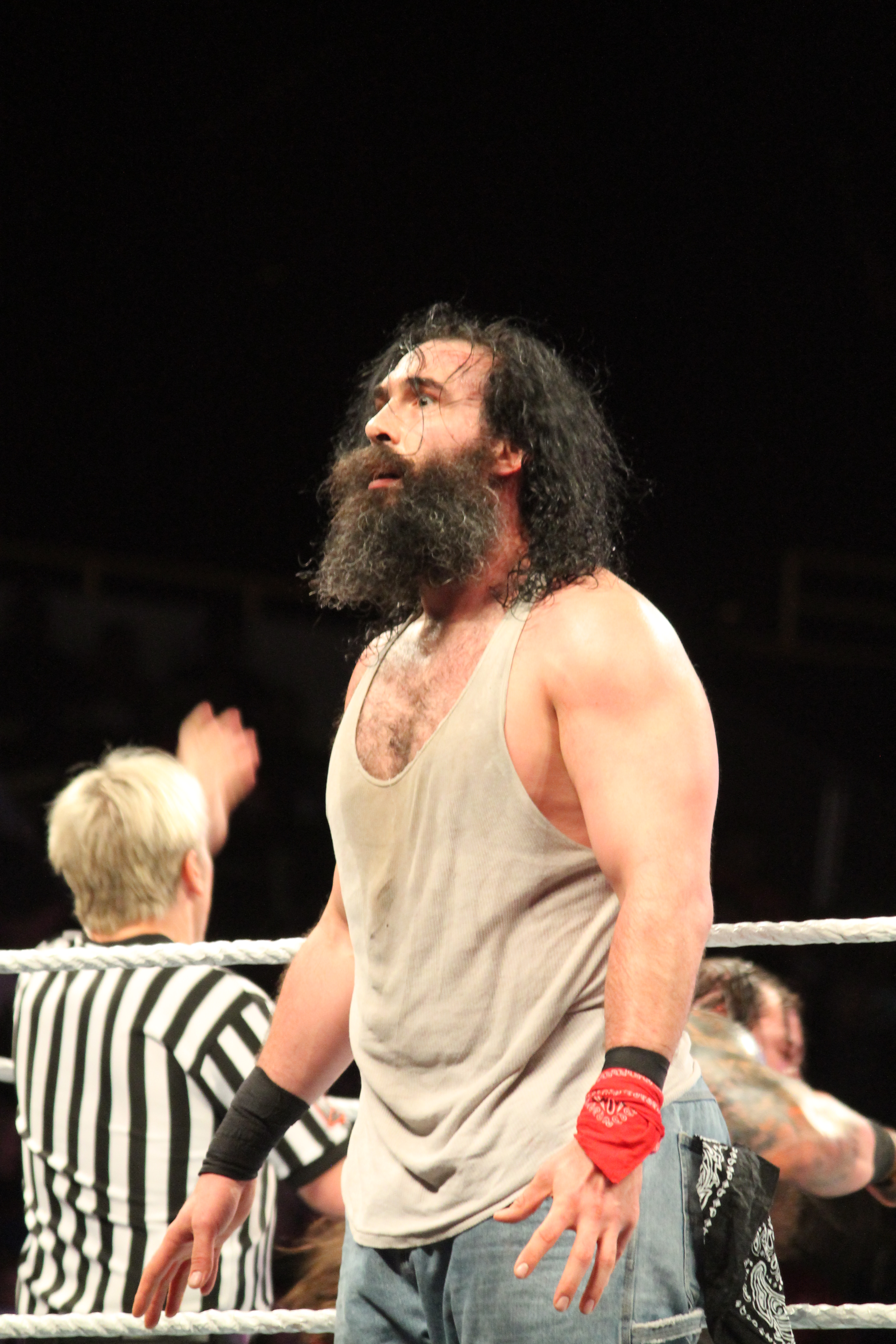
2015年

2012年3月、WWEとディベロップメント契約を結び入団。傘下団体であるFCWでルーク・ハーパー（Luke Harper）のリングネームでロスター入り。FCWでは主にトレーニングとハウスショーでの出場を中心としていた。FCWが新人発掘番組であるNXTと合併して新生NXTへと移行後、11月のテレビショーでデビューし、ブレイ・ワイアットがリーダーを務める怪奇派ユニット、ワイアット・ファミリーの一員として登場した。
2013年1月に初代NXTタッグ王座トーナメントに出場するが、決勝でブリティッシュ・アンビションと対戦して敗戦し、初代王者チームになれなかった。そしてNXTタッグ王座を巡ってブリティッシュ・アンビションと抗争を開始することになるが、抗争開始早々にオリバー・グレイが腕の故障により欠場することになったために試合でグレイを一方的に襲撃して長期欠場をさせるアングルが組まれた。一人になったエイドリアン・ネヴィルがグレイの代理としてボー・ダラスと組んで幾度となく対戦を繰り広げ、5月2日にNXTタッグ王座を奪取した。

#### WWE
2013年5月、ワイアット・ファミリーのPVがRAWやSmackDownなどの番組で流されるようになり、7月8日のRAWでケイン vs クリスチャンのシングルマッチにおいてケインの勝利後、ワイアット・ファミリーのメンバーと共に乱入。ケインを襲撃し、担架で搬送しての退場をさせた。
2014年10月、ブレイ・ワイアットのユニット解散の号令によりワイアット・ファミリーから独立。新たに幹部派閥であるオーソリティーにコンタクトを取り、11月17日、RAWでIC王座を保持するドルフ・ジグラーに挑戦。セス・ロリンズらの協力を得て勝利し、ベルトを奪取した。
2018年4月8日、WrestleMania 34でWWEスマックダウンタッグ王座を保持するウーソズ（ジェイ・ウーソ & ジミー・ウーソ）、ニュー・デイ（エグゼビア・ウッズ & コフィ・キングストン & ビッグ・E）とトリプルスレットマッチでローワンと組んで挑戦。序盤よりリング内外で暴れまわり、最後にローワンがコフィにパワーボムを仕掛けると合体技を決めて勝利。ベルトを奪取した。
2019年12月、WWEを退団した。

### AEW
2020年3月、AEWと契約し、ダークオーダーのボスとして登場。
5月に行われたダブル･オア･ナッシングで、ジョン・モクスリーのAEW世界ヘビー級王座に挑戦。パラダイムシフトを返すが、リアネイキッドチョークに耐え切れず、レフェリーストップで敗北。
その後、コーディ・ローデスの持つTNT王座に挑戦し、見事勝利を収め、第二代TNT王者となる。その際コーディを病院送りにするまで痛めつけ、抗争を強める。
戴冠後はコーディの復帰を受けて、ドッグカラーマッチを要求。その試合においてコーディに敗北し、TNT王座を受け渡すこととなる。
12月26日(現地時間)、肺の疾患(特発性肺線維症)により、フロリダ州ジャクソンビル市内の病院で死去したことが妻のアマンダとAEWから発表された。それに伴い、初代のTNT王座ベルトは永久にブロディ・リーのものとなり、その後は新しいデザインのベルトとなった。（最初にコーディが巻いていたTNTベルトはコロナの為に完成に至らなかった"仮"のベルトであった。その"仮のベルト"はコーディを病院送りにした際にブロディが粉々に砕いている。初代のベルトはその後に改めてデザインされたものなので、巻いたのはブロディが最初だった。）。41歳没。
29日、AEW Dynamiteにてブロディ・リー追悼興行を開催。最後には家族をリングに招いてシューズを置きアメリカ国旗をかけて10カウントゴングが鳴らされた。
死去後、息子はダークオーダーのマイナス1（ネガティブ1）として度々登場することとなる。

## 得意技

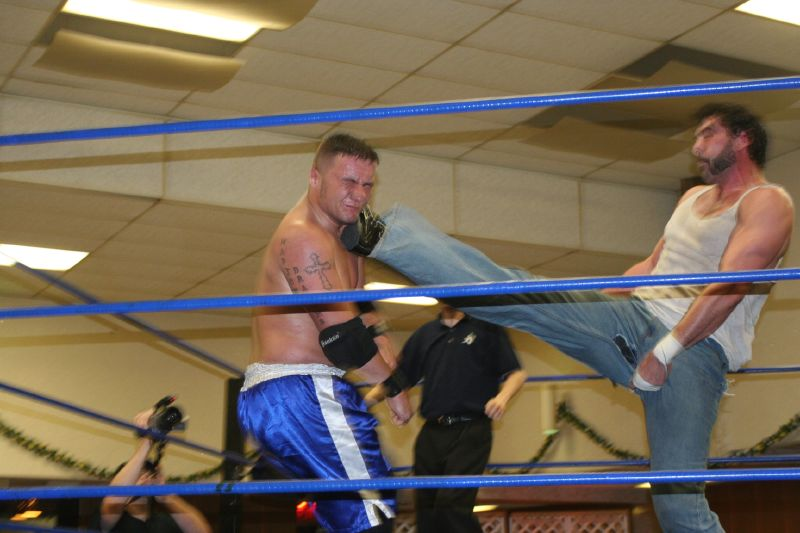
ビッグブーツ

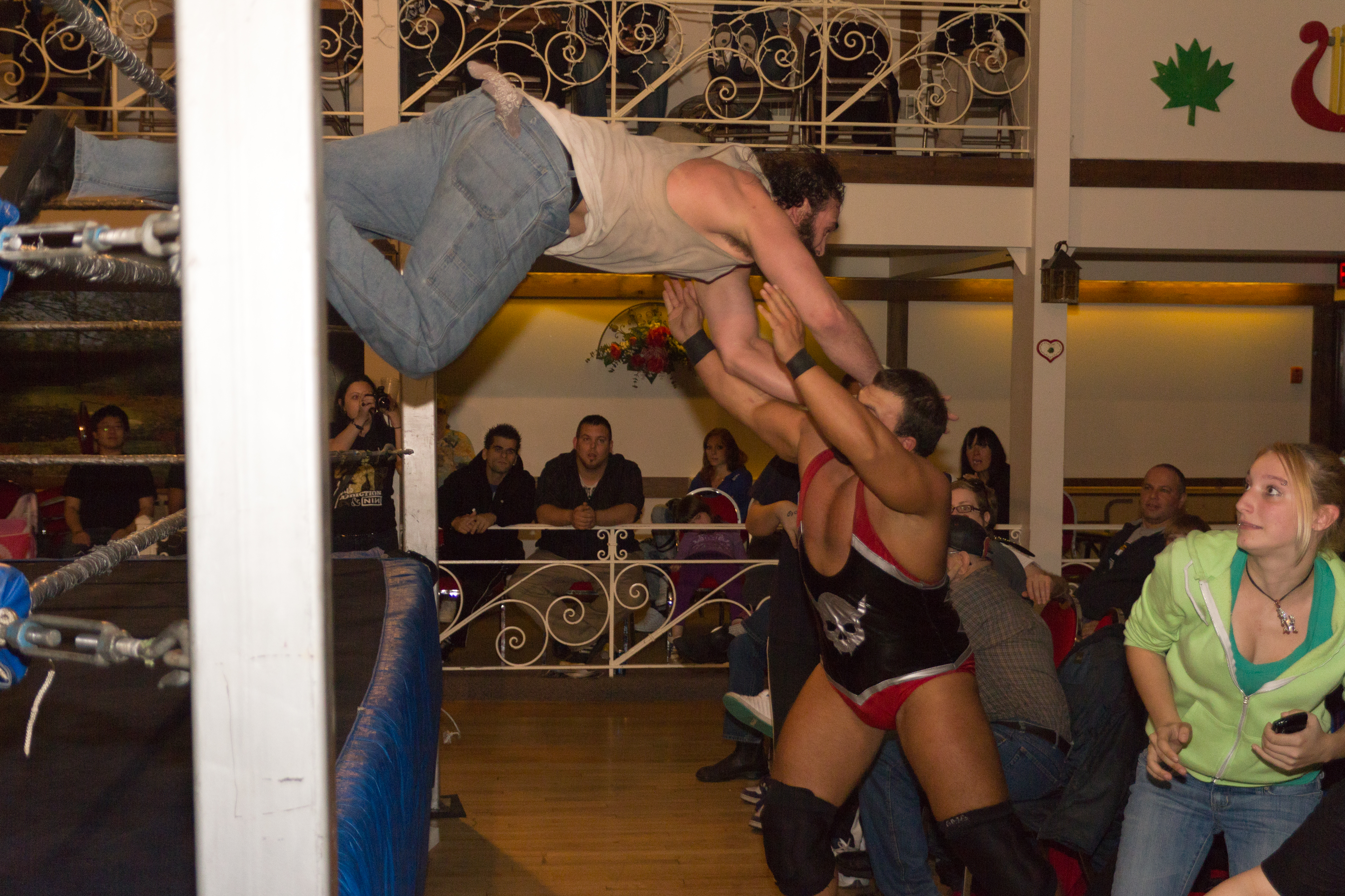
スーサイド・ダイブ

### フィニッシュ・ホールド
ディスカス・クローズライン
メインのフィニッシャー。
スピニング・クローズライン。

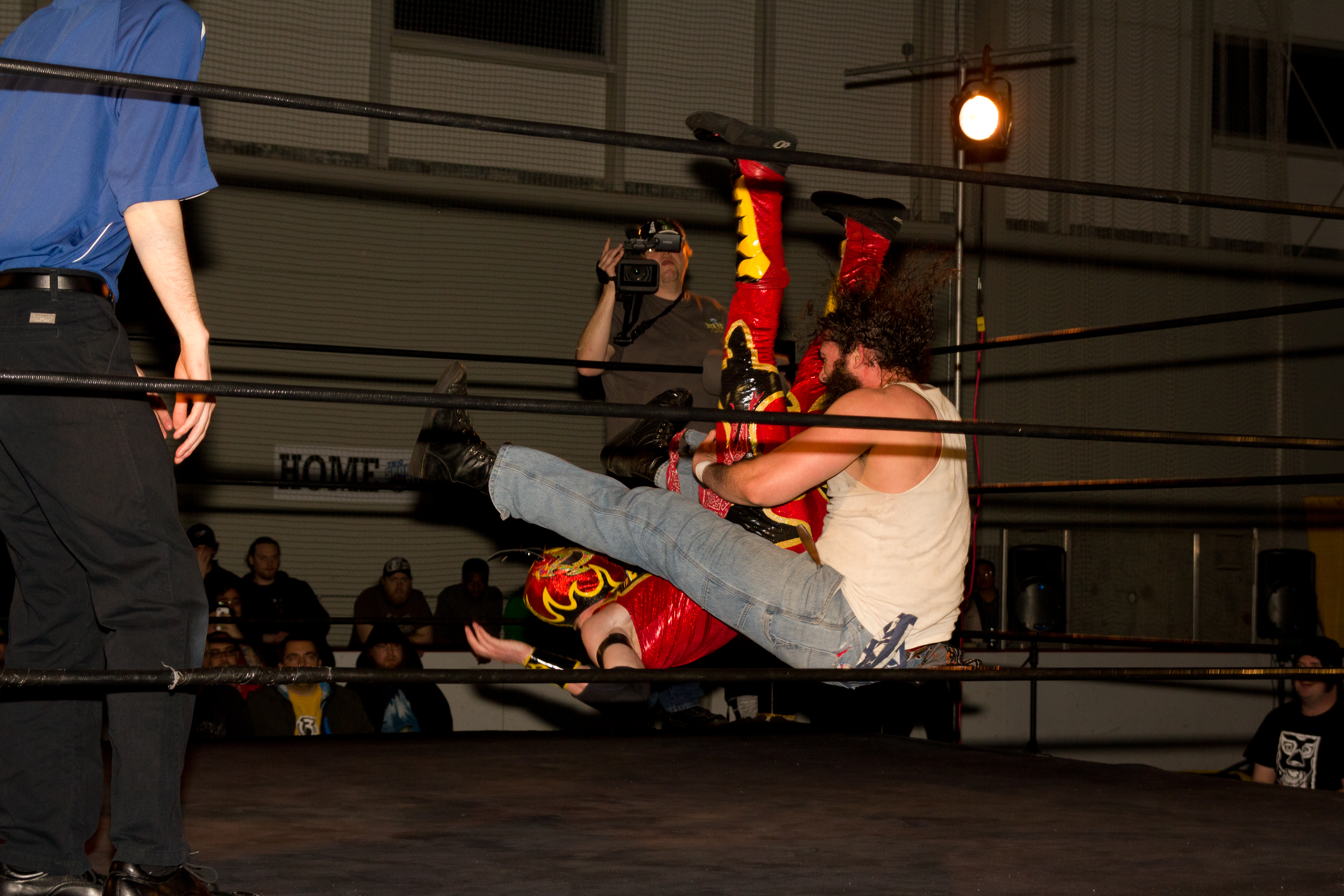
ブロディ・ボム
インディーで使用しているフィニッシャー。
ランニング・シットアウト・パワーボム

### 投げ技
スープレックス
スーパープレックス
トランク・ストップ
スピニング・サイドスラム。
NXTデビュー当時のフィニッシャー。
現在も繋ぎ技として使用している。
みちのくドライバー
走ってきた相手へのカウンターとして使用。
ゲーター・ロール
変型ネックブリーカー
パッケージ・パイルドライバー
ガットレンチ・パワーボム
チョークスラム
リバース・フルネルソン・ベリー・トゥー・スープレックス
バックドロップ
ハーフネルソン・スープレックス

### 打撃技
エルボー
エルボー・スタンプ
ヨーロピアン・アッパー
バックエルボー
バックハンド・チョップ
ヘッドバット
クローズライン
ビッグ・ブート
通常、ランニング・ビッグ・ブート、カウンターの3種類を使用する。
スーパーキック
ナックルパンチ
通常のパンチ、地獄突き気味のパンチ2種類を使用。
ハンマー・パンチ

### 飛び技
スーサイド・ダイブ
トペ・アトミコ

## 入場曲
- You Got It (The Right Stuff)
- God's Gonna Cut You Down
- Live in Fear
- Swamp Gas
- Brotherhood
- He Is Exalted

## その他
- リングネームであるブロディ・リーの由来は俳優であるジェイソン・リーと映画であるジェイ&サイレント・ボブ 帝国への逆襲の登場人物で、ジェイソンが演じたブロディ・ブルースから取っている[7]。

## 獲得タイトル
WWE
- WWE IC王座 : 1回

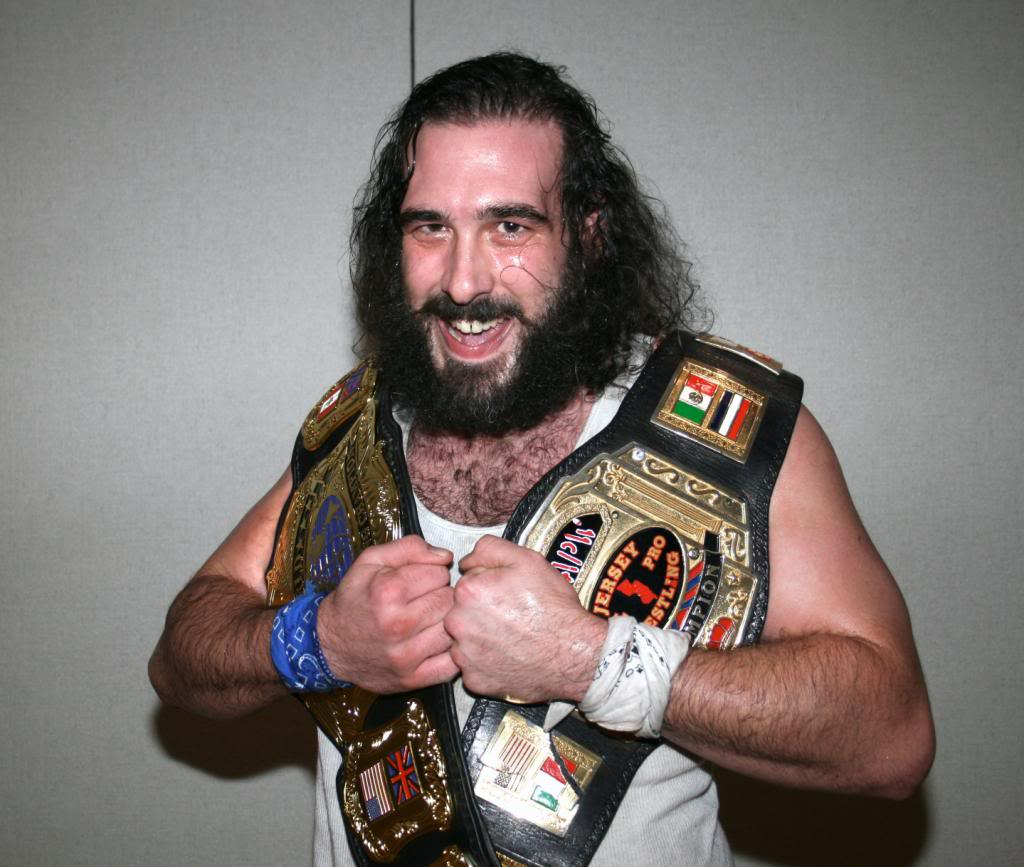
JAPWヘビー級王座とJAPWタッグ王座の二冠

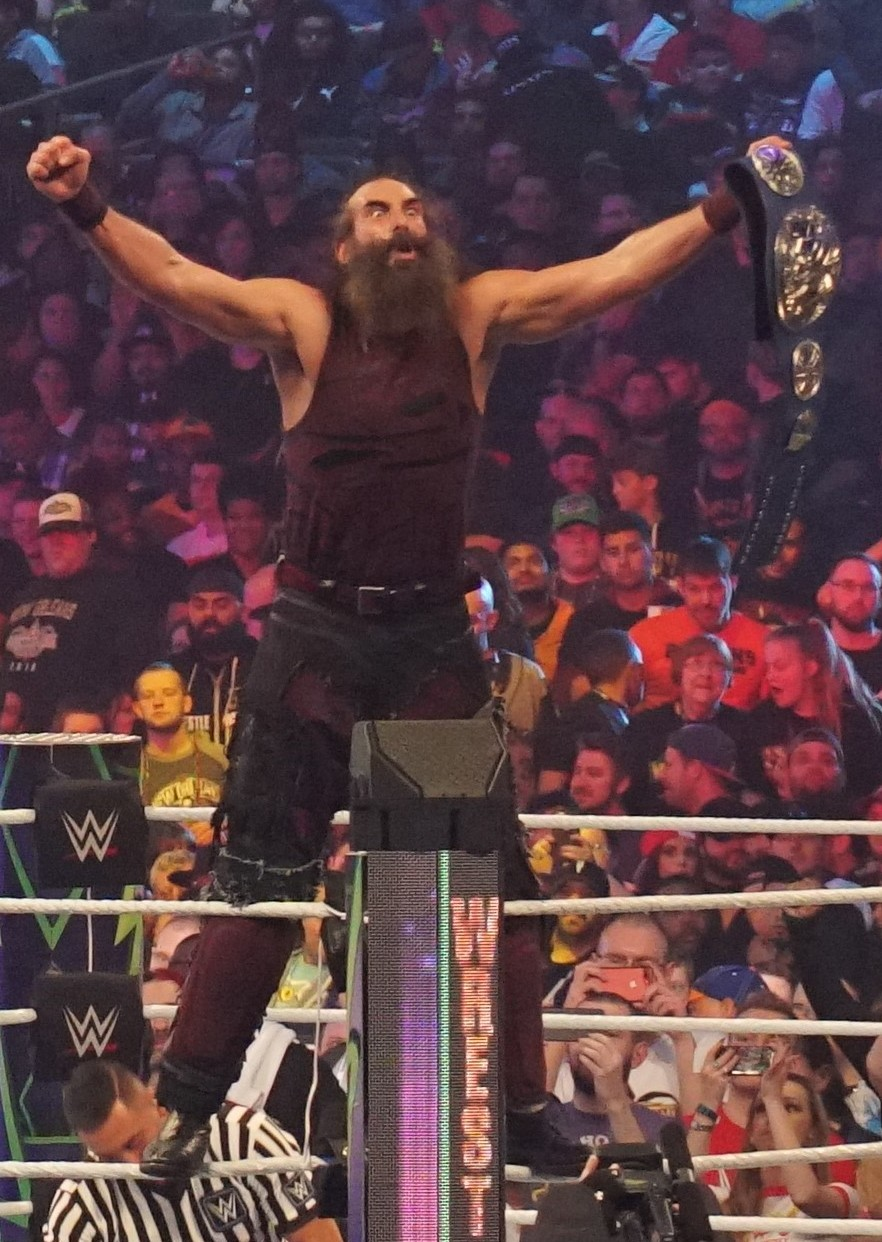
WWEスマックダウンタッグ王座

- WWEスマックダウン・タッグ王座 : 2回

w / ブレイ・ワイアット & ランディ・オートン
w / ローワン
- NXTタッグ王座 : 1回

w / エリック・ローワン
AEW
- AEW TNT王座 : 1回（第2代）

JAPW（Jersey All Pro Wrestling）
- JAPWヘビー級王座 : 1回
- JAPWニュージャージーステート王座 : 1回
- JAPWタッグ王座 : 1回

w / ネクロ・ブッチャー
RPW / NWAアップステート / NWAニューヨーク
- NWAアップステート / NWAニューヨーク・ヘビー級王座 : 3回
- RPWタッグ王座 : 1回

w / フレディ―・ミッドナイト
- RPW / NWAアップステートTV王座 : 1回
- NWAアップステート・ケイフェーブ王座 : 1回

NWAエンパイア
- NWAエンパイア・ヘビー級王座 : 1回

A1W
- A1ゼロ・グラビティー王座 : 1回

NEW
- NEWヘビー級王座 : 1回

SCW
- 2CWヘビー級王座 : 2回

WHW
- WHW US王座 : 3回